# Canton de Saint-Louis (Guadeloupe)
Pour les articles homonymes, voir Canton de Saint-Louis.
Le canton de Saint-Louis est une ancienne division administrative française, située dans le département de la Guadeloupe et la région Guadeloupe.

## Composition
Le canton de Saint-Louis comprenait une commune :
- Saint-Louis : 2 535 habitants (2012)

## Représentation
| Période                                                 | Période          | Identité                     | Étiquette            | Qualité |
| ------------------------------------------------------- | ---------------- | ---------------------------- | -------------------- | --- |
| 1951                                                    | 1958             | Théonaste Baclet (1904-1997) |                      | Chef d'entreprise à Saint-Louis                                                                                                  |
| 1958                                                    | 1971             | Albertine Baclet             | RS puis UNR puis UDR | Directrice d'école Députée (1967-1968) Maire de Saint-Louis (1965-1971)                                                          |
| 1971                                                    | 1982             | Léopold Lubino (1919-2010)   | DVG puis UDF         | Maire de Saint-Louis (1971-1989)                                                                                                 |
| 1982                                                    | 2001             | François Paméole (1944-2018) | PS puis DVG          | Professeur de mathémathiques Maire de Saint-Louis (1989-2001), suppléant de Frédéric Jalton                                      |
| 2001                                                    | 2011 (démission) | Jacques Cornano              | DVG                  | Professeur de génie électrique Maire de Saint-Louis depuis 2001 Suppléant du député Éric Jalton (2002-2007) Sénateur (2011-2017) |
| 2011                                                    | 2015             | Huguette Ibalot-Nébot        | DVG                  | Enseignante Adjointe au maire de Saint-Louis                                                                                     |
| Les données antérieures ne sont pas encore mentionnées. |                  |                              |                      | |